# Templo del Arcángel Miguel (Altea)
El Templo del Arcángel Miguel (en ruso: Храм Архангела Михаила) es el primer templo de la Iglesia ortodoxa rusa construido en España. Está ubicado en la urbanización Altea Hills, Altea, provincia de Alicante.

## Historia
La primera piedra fue puesta el 21 de noviembre de 2002 por el obispo Miguel (Storogenko).
Todos los materiales que se han empleado para su construcción, incluso la mano de obra, son de origen ruso.
La consagración del templo se realizó el 11 de noviembre de 2007 por el metropolita Cirilo (Gundiáyev).

## Galería de imágenes

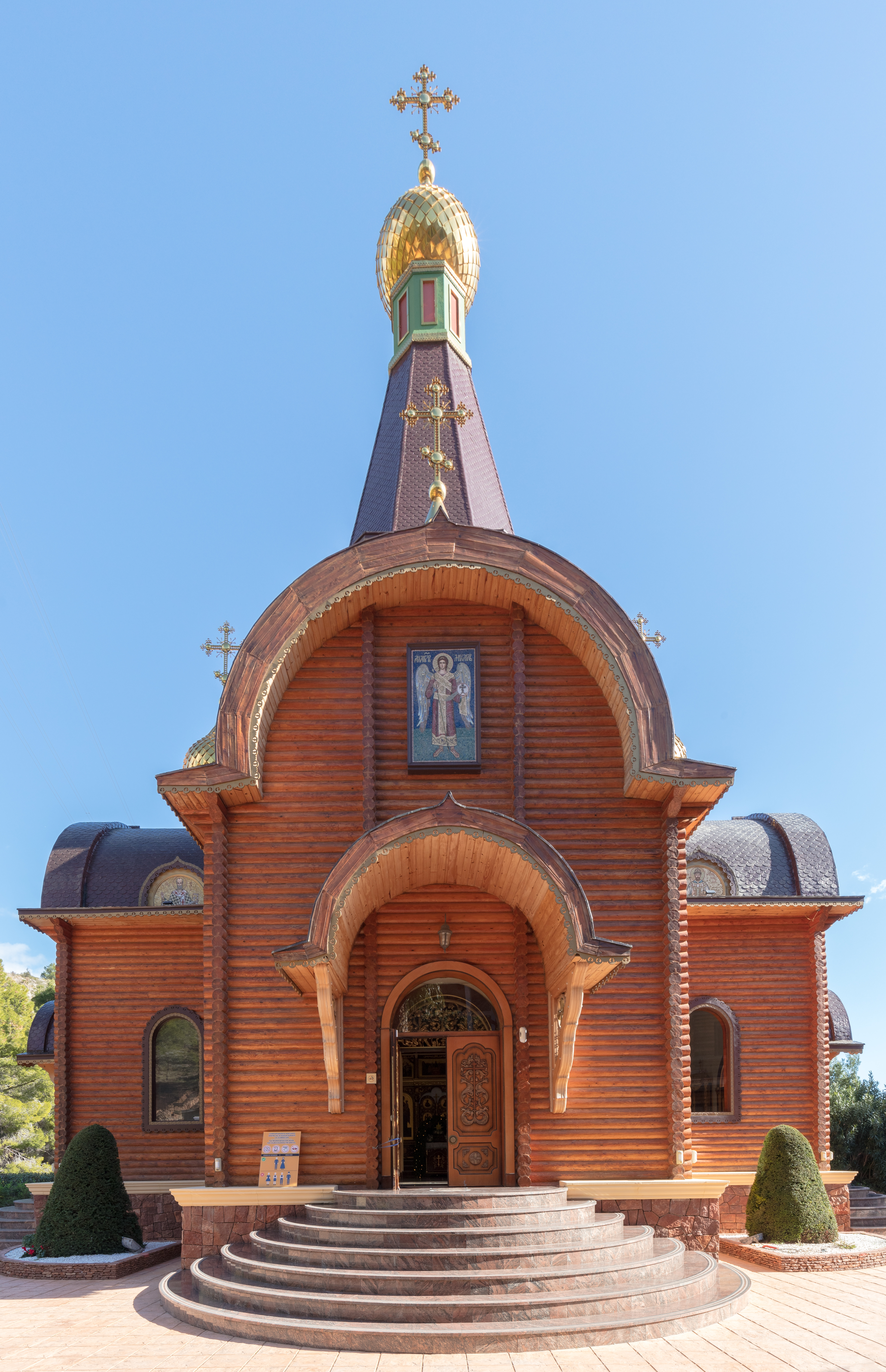
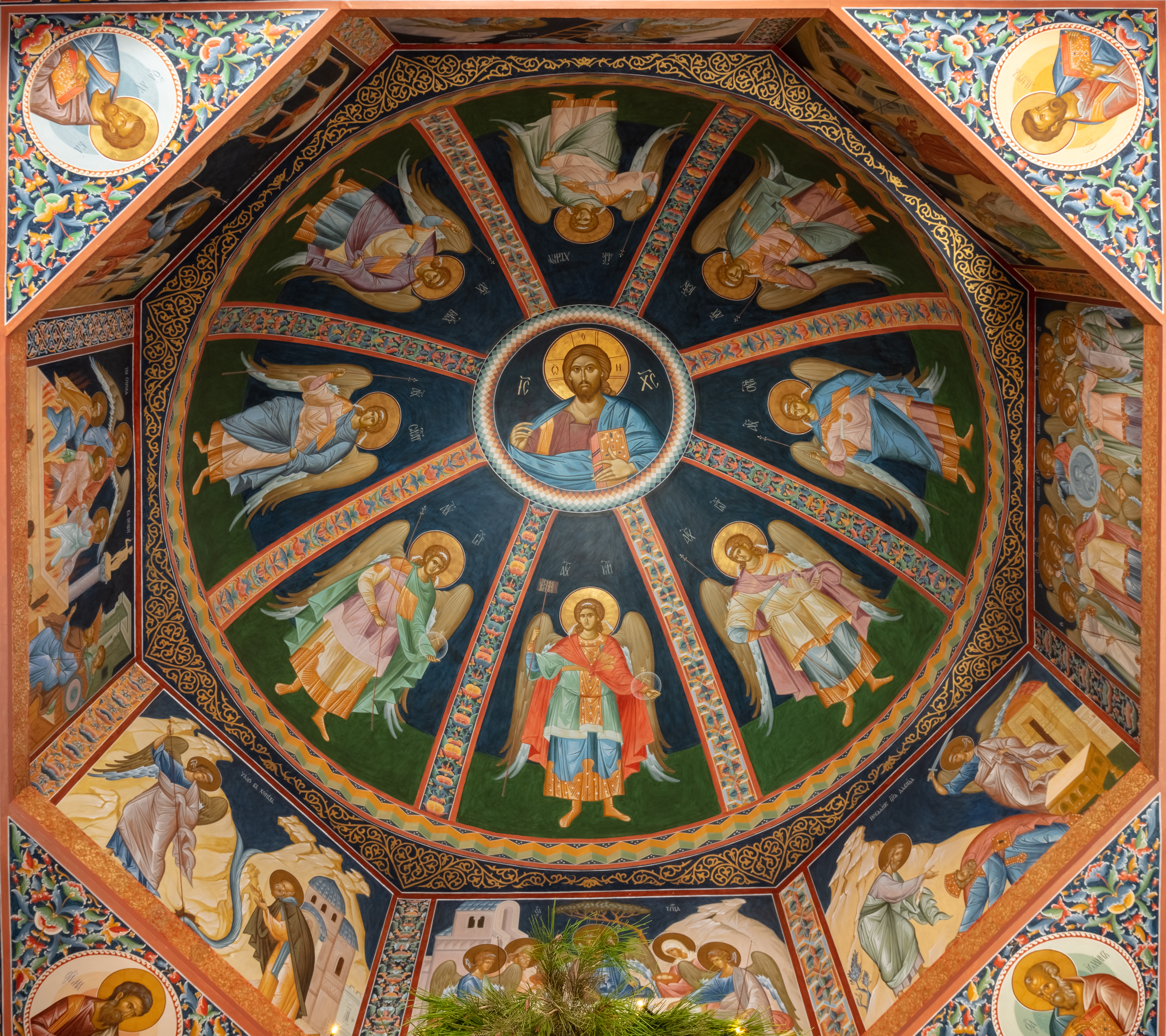
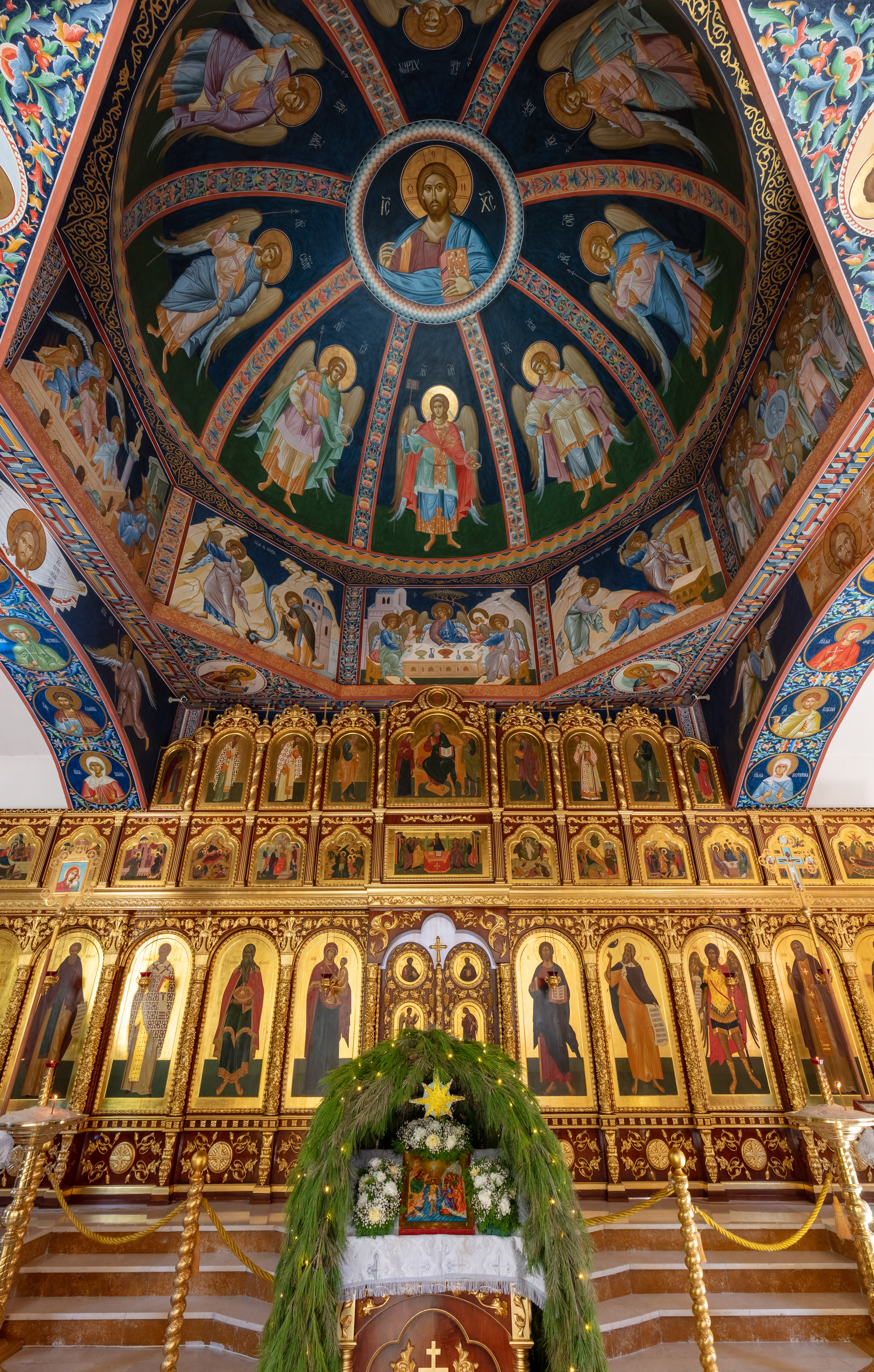